# Erika Ferraioli
Pour les articles homonymes, voir Ferraioli.
Erika Ferraioli (née le 23 mars 1986 à Rome) est une nageuse italienne, spécialiste de nage libre.
Son club est le CS Esercito (CC Aniene). Elle mesure 1,80 m pour 65 kg. Son entraîneur est Mirko Nozzolillo.
Son début se fait avec les Championnats d'Europe de natation 2008 où elle remporte l'argent du relais 4 × 100 m nage libre. Elle participe alors aux Jeux olympiques à Pékin sans atteindre la finale (10e). Elle ne retrouve un podium important qu'avec les Championnats d'Europe en petit bassin 2011, avec le bronze du relais 4 × 50 m. Elle remporte encore le bronze lors des Championnats d'Europe 2012, toujours avec le relais 4 x 100 m nage libre. Puis elle remporte deux médailles lors des épreuves mixtes du Championnats d'Europe en petit bassin 2013, l'argent sur le relais 4 × 50 m nage libre et le bronze sur le 4 × 50 m 4 nages. Après un autre bronze sur relais 4 x 100 m, elle remporte une médaille d'or sur relais 4 × 100 m mixte lors des Championnats d'Europe de natation 2014 à Berlin : elle inaugure le premier titre européen du relais 4 × 100 m mixte le 22 août 2014, devant la Russie et la France, en battant le record européen, avec ses coéquipiers Luca Dotto, Luca Leonardi et Giada Galizi.
Son meilleur temps sur 100 m est de 54 s 63 (2014) ainsi que 25 s 07 sur 50 m.

## Palmarès

### Championnats du monde
Petit bassin
- Championnats du monde 2014 à Doha ( Qatar) :
  -  Médaille de bronze en relais 4 × 100 m nage libre
  -  Médaille de bronze en relais mixte 4 × 50 m quatre nages

### Championnats d'Europe
Grand bassin
- Championnats d'Europe 2008 à Eindhoven ( Pays-Bas) :
  -  Médaille d'argent en relais 4 × 100 m nage libre

- Championnats d'Europe 2012 à Debrecen ( Hongrie) :
  -  Médaille de bronze en relais 4 × 100 m nage libre

- Championnats d'Europe 2014 à Berlin ( Allemagne) :
  -  Médaille de bronze en relais 4 × 100 m nage libre
  -  Médaille d'or en relais mixte 4 × 100 m nage libre

- Championnats d'Europe 2016 à Londres ( Royaume-Uni) :
  -  Médaille d'argent en relais 4 × 100 m nage libre
  -  Médaille d'argent en relais 4 × 100 m quatre nages
  -  Médaille d'argent en relais 4 × 100 m nage libre mixte

Petit bassin
- Championnats d'Europe en petit bassin de 2011 à Szczecin ( Pologne) :
  -   Médaille de bronze en relais 4 × 50 m nage libre

- Championnats d'Europe en petit bassin de 2013 à Herning ( Danemark) :
  -   Médaille d'argent en relais mixte 4 × 50 m nage libre
  -   Médaille de bronze en relais mixte 4 × 50 m quatre nages

- Championnats d'Europe en petit bassin de 2015 à Netanya ( Israël) :
  -   Médaille d'or en relais 4 × 50 m nage libre
  -   Médaille de bronze en relais 4 × 50 m quatre nages
  -   Médaille d'or en relais mixte 4 × 50 m nage libre
  -   Médaille d'or en relais mixte 4 × 50 m quatre nages